# 汪继培
汪继培（1775年—?），字因可，號蘇潭。浙江蕭山縣人。

## 生平
藏书家汪辉祖第四子。乾隆四十年（1775年）生，家富藏書，其父建有“環碧山房”。繼培於嘉庆六年拔贡生，嘉慶十年（1805年）乙丑科進士，官吏部主事。因淡于官场，告假请归。居家專心著述。與同里陳春友善，每得一善本，则举书相示。某年陈春之父七十大寿，汪继培持手校本《列子張注》為賀禮。陳春每刊印新書，聘汪氏為其校定欲刊之書。又辑有《尸子》二卷附《尸子存疑》一卷，較之孙星衍所辑更尤詳。乾隆五十八年（1793年），與弟汪繼壕分家，所藏之書歸於他掌管。卒年不詳。著有《尸子校正》二卷、《潛夫論箋校正》等。